# Rosensky
Rosensky (Antigonon leptopus) är en art i familjen slideväxter från Mexiko.

## Synonymer
Antigonon cinerascens M.Martens & Galeotti
Antigonon cordatum M.Martens & Galeotti
Antigonon platypus Hook. & Arn.
Corculum leptopus (Hook. & Arn.) Stuntz